# Bologna (Wanda-Lied)
Bologna ist der Titel eines Popsongs der österreichischen Band Wanda. Der nach der Stadt Bologna benannte Song erschien im Oktober 2014 auf dem Album Amore und wurde im Januar 2015 als zweite Single des Albums ausgekoppelt.

## Produktion
Produzent des Lieds war Paul Gallister. Er übernahm die Produktion ohne Honorar und ist an den Erlösen beteiligt.
Gallister war zusammen mit Sänger Marco Michael Wanda auch für Text und Musik verantwortlich. Wie das Album erschien der Titel bei Problembär Records, Rough Trade Distribution.

## Text
Der Sänger erzählt von einer Liebe zu seiner (namenlosen) Cousine, die er offenbar sehr gern hat, allerdings stehen Moralvorstellungen gegen diese Liebe.
„Ich kann sicher nicht mit meiner Cousine schlafen

Obwohl ich gerne würde, aber ich trau mich nicht“
Die Tante des Interpreten wird hingegen namentlich erwähnt, sie trägt den Namen Ceccarelli und hat in Bologna die Liebe (italienisch: Amore) kennengelernt.
„Tante Ceccarelli hat

In Bologna Amore gemacht“
Er beschreibt die Liebe als das Wichtigste, verbindet sie mit der Stadt Bologna („Amore, meine Stadt (...) Bologna meine Stadt“). In einem Interview kurz nach der Veröffentlichung des Albums sagte Sänger Marco Michael Wanda, er singe von Amore, weil er sich noch nicht traue, das Wort Liebe zu verwenden.
„Wenn jemand fragt, wohin du gehst, sag nach Bologna!

Wenn jemand fragt, wofür du stehst, sag für Amore, Amore!“
Auf diffusmag.de schreibt Mika Gehlen, der Song „steht für Amore, für die Liebe in allen Formen, gepaart mit schrammeligen Gitarren und Wiener Schmäh“.

## Musikvideo
Das Musikvideo wurde in Bologna gedreht. Es wurde von der Band gemeinsam mit den beiden Filmemachern Wolfgang Seehofer und Florian Senekowitsch für 600 Euro produziert. Ein offizielles Live-Video des Plattenlabels Universal wurde beim Konzert vor 12.000 Zuschauern in der Wiener Stadthalle aufgenommen.

## Rezeption

### Rezensionen
In der Süddeutschen Zeitung schrieb Max Scharnigg, die Band habe mit ihrem Album Amore „endlich wieder ein bisschen Schwung in den an Ernsthaftigkeit lahmenden deutschsprachigen Indiepop gebracht“.
Im Tagesspiegel wurde dem Song nach Erscheinen des zweiten Albums bescheinigt, er sei „ein rauer, gieriger Song über das Begehren, prallvoll mit Schmäh und lustvoll ausgespieltem Italo-Charme. Ein Superhit und erbarmungsloser Ohrwurm.“
Der Schriftsteller Rainald Goetz zitierte die Zeile „Wenn jemand fragt, wofür du stehst, sag für Amore, Amore.“ in seiner Rede zur Verleihung des Georg-Büchner-Preises 2015.
Der Titel wurde im Jahr 2020 vom Magazin The Gap auf Platz 9 der „100 wichtigsten österreichischen Popsongs“ gewählt.

### Chartplatzierungen
Die Single stieg am 30. Januar 2015 auf Platz 71 der österreichischen Charts ein und schaffte es bis auf Platz 34. Zuletzt war sie am 20. Oktober 2017 auf Platz 69 notiert. In der Schweiz war die Single eine Woche auf Platz 67 notiert.
| ChartsChartplatzierungen | Höchstplatzierung | Wochen |
| ------------------------ | ----------------- | ------ |
| Österreich (Ö3)          | 34 (20 Wo.)       | 20     |
| Schweiz (IFPI)           | 67 (1 Wo.)        | 1      |

## Ceccarelli
Im Song wird die „Tante Ceccarelli“ erwähnt. In einem Interview mit Die Presse 2019 gab Wanda an, er habe tatsächlich eine Tante namens Ceccarelli gehabt, die in Bologna wohnte und in ihren Cousin verliebt gewesen sei. Der Spiegel schrieb 2015, Wanda freue sich darüber, dass die Tante Ceccarelli ihm mittlerweile vorkomme wie eine lebendige Person; „Wenn Figuren durch das Mitwirken von anderen Menschen lebendig würden, das wäre für mich als Liedermacher die ideale Wirkung meiner Arbeit“. In Bologna existiert in der Via Pescherie Vecchie ein Feinkostladen Ceccarelli, der auch im Musikvideo zu sehen ist.

## Coverversionen
Die türkischsprachige Band Kent Coda aus Köln coverte den Song im Jahr 2015. Scorefor veröffentlichten Anfang 2016 unter dem Titel Milano eine weitere Version. Im Mai desselben Jahres veröffentlichte Annett Louisan eine Coverversion auf ihrem Album Berlin – Kapstadt – Prag. Im Juli 2016 erschien schließlich eine Version des Lieds von Redwood.